# Órbigo

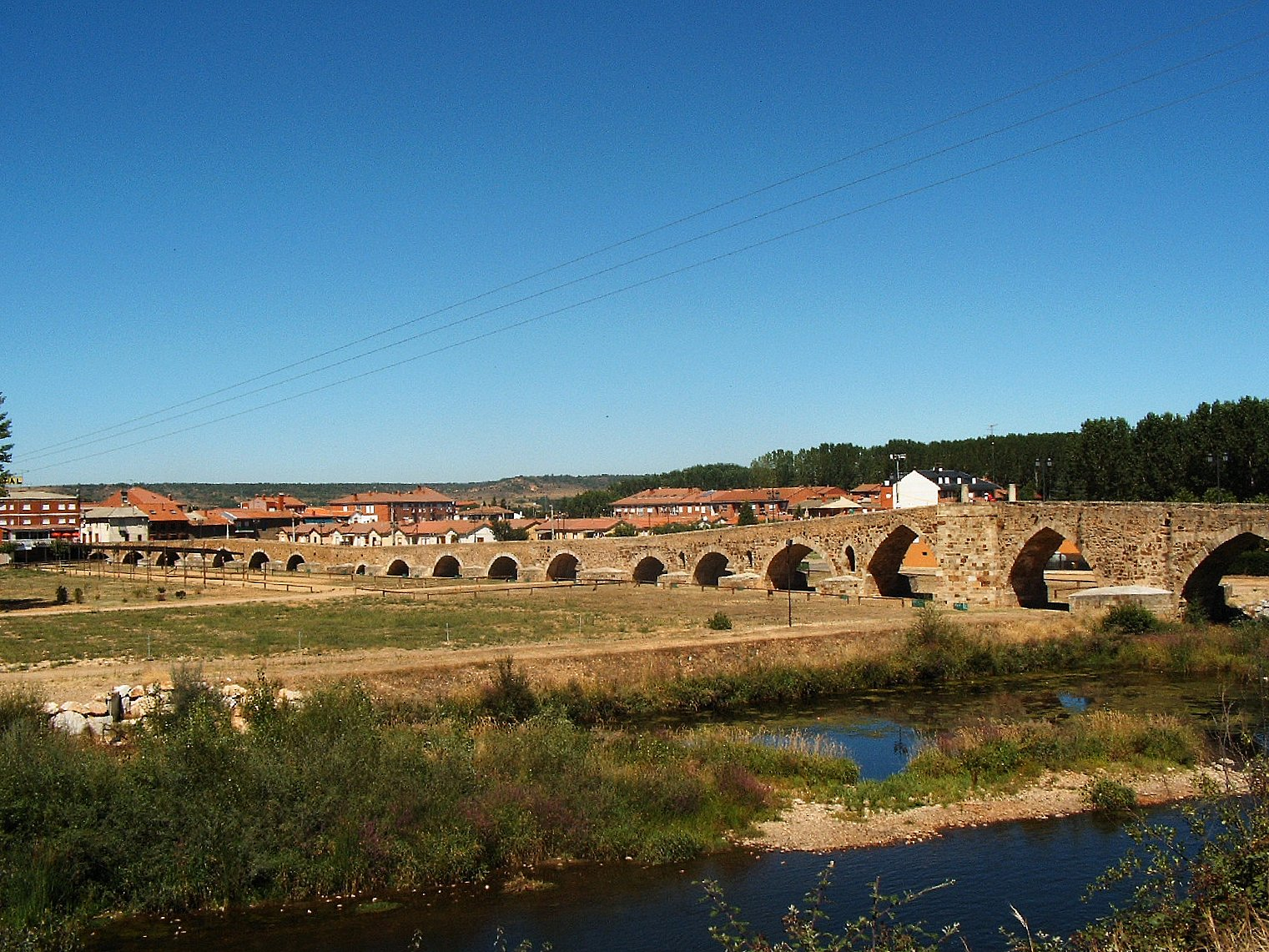
Río Órbigo bei Hospital de Órbigo am Jakobsweg

Der Río Órbigo ist ein ca. 162 km langer Nebenfluss des Río Esla in den nordwestspanischen Provinzen León und Zamora. Bei Hospital de Órbigo fand auf einer Brücke über den Fluss einst der Paso Honroso statt.

## Verlauf
Der Río Órbigo entsteht aus den beiden Quellflüssen Omaña und Luna etwa 1,5 km nördlich von Llamas de la Ribera und fließt hauptsächlich in südliche und südöstliche Richtung; etwa fünf Kilometer südlich von Benavente mündet er in den Río Esla.

## Nutzung
Vom Río Órbigo zweigen zahlreiche Kanäle ab, die allesamt der der Feldbewässerung dienen und die umgebende Landschaft zu einer der fruchtbarsten in der Provinz Zamora machen.

## Orte am Fluss
- Llamas de la Ribera
- Carrizo de la Ribera
- Santa Marina del Rey
- Benavides de Órbigo
- Villamor de Órbigo
- Hospital de Órbigo
- La Bañeza
- Cebrones del Río
- Benavente

## Nebenflüsse
- Río Duerna/Río Tuerto
- Río Eria

## Sehenswürdigkeiten
Die Stadt Benavente hat zahlreiche alte Kirchen und Profanbauten; hervorzuheben sind die fünfapsidiale Kirche Santa María del Azogue und das Südportal der Kirche San Juan del Mercado sowie die Artesonado-Decke im „Schneckenturm“ (Torre del Caracol) des Castillo de la Mota. Weiter nördlich in der Gemeinde Hospital de Órbigo überquert der Jakobsweg (Camino de Santiago) den Fluss.